# Czesław Ostańkowicz
Czesław Ostańkowicz (ur. 20 grudnia 1910, zm. 31 grudnia 1982 we Wrocławiu) – dziennikarz, pisarz i poeta, podczas II wojny światowej oficer Armii Krajowej, od 1940 więzień Pawiaka, wywieziony stamtąd 6 stycznia 1941 roku do Auschwitz, gdzie otrzymał nr obozowy 8232; w 1943 roku przewieziony na KL Buchenwald, w obozie koncentracyjnym przebywał do końca wojny. 
Debiutował literacko w 1936 zbiorem wierszy Liściom jesiennym. Po wojnie osiadł (w 1947) we Wrocławiu i opublikował m.in. zbiory opowiadań Czarna z komanda Bayer (1958), Dziwny normalny świat (1962), Porażeni nie chcą umierać (1973) a także zbiór reportaży Sprawy zwykłych ludzi (1959); ponadto wspomnienia prozą Ziemia parująca cyklonem (1967), Straszna góra Ettersberg (1968) oraz wiersze Strofy pawiackie (1980).
Przed wojną zawodnik sekcji szermierczej Polonii Warszawa; od 30 listopada 1966 do 30 maja 1968 roku wiceprezes Wrocławskiego Klubu Szermierczego „Kolejarz”. Żonaty z Krystyną, miał z nią synów Konrada i Leszka oraz córkę Astrid.
Według publikacji dziennika „Rzeczpospolita” (wydanej przy współpracy z IPN) Czesław Ostańkowicz, ps. Jan, był do 1964 roku jedynym TW Służby Bezpieczeństwa wśród wrocławskich członków Związku Literatów Polskich. Później siatka agentury w tym środowisku powiększyła się wskutek prowadzonej przez SB tzw. Sprawy Obiektowej pod kryptonimem „Twórcy”.